# Qubad Ibadoğlu
Qubad Ibadoğlu (azerbajdzjanska: Qubad İbadoğlu), född 12 september 1971, är en azerbajdzjansk akademiker, människorättsförsvarare och politisk aktivist.
Sedan 2021 har Ibadoğlu varit gästforskare vid London School of Economics. Hösten 2023 skulle han ha börjat undervisa vid TU Dresden, men arresterades den 23 juli i Azerbajdzjan med anklagelser om penningtvätt. Amnesty International anser att åtalet är fingerat och anser att han är en samvetsfånge.
Den 12 september 2023 röstade Europaparlamentet för en resolution om att fördöma Azerbajdzjan och kräva hans omedelbara frigivande.
Hans bror Vüqar Bayramov är fristående ledamot i det azerbajdzjanska parlamentet (Milli Mäclis).